# Furacão Nora (1997)
O furacão Nora foi apenas o terceiro ciclone tropical registrado a atingir o Arizona como uma tempestade tropical e um dos raros ciclones a atingir a Baixa Califórnia. Nora foi o décimo quarto ciclone tropical nomeado e sétimo furacão da temporada de furacões do Pacífico de 1997. A tempestade de setembro se formou na costa do Pacífico do México, e auxiliada por águas aquecidas pelo evento El Niño de 1997-98, eventualmente atingiu o pico na categoria 4 intensidade na escala de furacões de Saffir-Simpson.
Nora tomou um caminho incomum, atingindo a terra duas vezes como um furacão na Península da Baixa Califórnia. Enfraquecendo rapidamente após o desembarque, seus remanescentes atingiram o sudoeste dos Estados Unidos com ventos com força de tempestade tropical, chuvas torrenciais e inundações. A tempestade foi responsabilizada por duas vítimas diretas no México, bem como pela erosão substancial da praia na costa mexicana, inundações repentinas na Baixa Califórnia e precipitação recorde no Arizona. Ele persistiu no interior e eventualmente se dissipou perto da fronteira Arizona- Nevada.

## História meteorológica
Nora foi formada no início de 16 de setembro de 1997, enquanto localizada 290 milhas (460 km) a sudoeste do porto mexicano de Acapulco, Guerrero, da mesma onda tropical que anteriormente havia criado o furacão Erika. Devido às condições favoráveis associadas ao El Niño, a perturbação tropical atingiu rapidamente uma convecção profunda e tornou-se bem organizada. Às 6h UTC, o Centro Nacional de Furacões dos EUA designou o distúrbio como Depressão Tropical Dezesseis-E. Meio dia depois, ganhou força suficiente para ser chamada de Tempestade Tropical Nora.
Uma área de alta pressão no norte do México forçou a tempestade a se mover para oeste-noroeste nos primeiros dias. Durante esse tempo, Nora continuou se intensificando, tornando-se uma furacão categoria 1 na escala de furacões de Saffir-Simpson ao meio-dia UTC em 18 de setembro. Nora diminuiu a velocidade e ficou parada por dois dias a partir de 18 de setembro. O olho desapareceu e a convecção começou a diminuir. Presume-se que isso tenha acontecido por causa de uma queda nas temperaturas da superfície do mar. As águas frias enfraqueceram temporariamente os ventos de Nora para 75 mp/h (120 km/h) abaixo de um máximo de 105 km/h (165 km/h). Depois de deixar a área de águas frias, a tempestade começou a se mover quase paralela à costa oeste do México. Houve um período de rápida intensificação e o olho reapareceu. Os topos das nuvens esfriaram e ao meio-dia UTC em 21 de setembro, Nora atingiu seu pico de intensidade de 950 mbar (28 inHg) e 135 km/h (210 km/h) ventos, uma furacão categoria 4. O pico foi breve quando o ciclone encontrou águas frias na sequência do furacão Linda, enfraquecendo os ventos da tempestade para 80 km/h (130 km/h) até 23 de setembro, desorganizando a parede do olho.
Nora atravessou uma área de água anormalmente quente perto da costa oeste da [[Península da Baixa Califórnia]. Ele se fortaleceu um pouco antes de fazer seu primeiro desembarque perto da Baía Tortugas, Baja California Sur, em 25 de setembro. Quando Nora estava no interior, a área da tempestade localizada no Golfo da Califórnia começou a se intensificar. O furacão Nora, em seguida, fez um segundo landfall cerca de 60 milhas (95 km) sul-sudeste de San Fernando, Baja California.

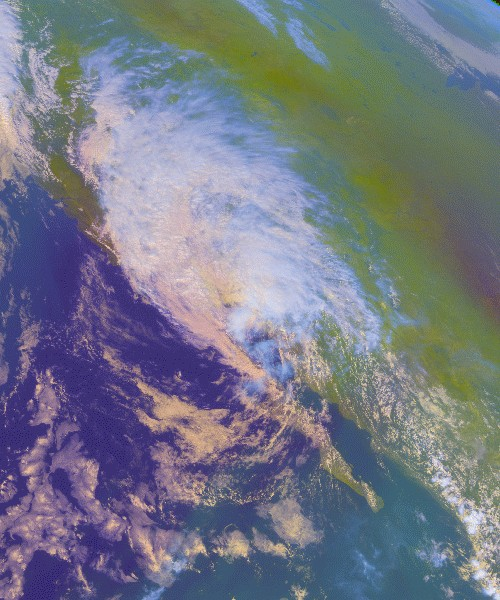
Remanescentes do furacão Nora sobre o sudoeste dos Estados Unidos

Ao desembarcar, um cavado estava acelerando Nora para o norte, fazendo com que atingisse uma velocidade de avanço de 30 km/h (50 km/h). Na noite de 25 de setembro (UTC), ainda uma tempestade tropical, entrou no território continental dos e também comprido Estados Unidos na divisa entre os estados Califórnia - Arizona. Nora começou a enfraquecer rapidamente e foi rebaixada para uma depressão tropical três horas depois, enquanto estava localizada 1 milha ao norte de Vidal Junction, Califórnia. Nora chegou ao Arizona ainda tropical, tornando-se o terceiro sistema conhecido a fazê-lo. Nora degenerou sobre a terra, e o centro de baixo nível moveu-se para o norte-nordeste. Uma circulação remanescente no ar persistiu, no entanto, e foi provavelmente responsável por um período de ventos com força de furacão observados no radar meteorológico NWS Cedar City, Utah Doppler. Os remanescentes de Nora tornaram-se gradualmente mais difusos nos dois dias seguintes, movendo-se geralmente para nordeste, através de partes de Utah, Colorado, Idaho e Wyoming, antes de se dissipar em 28 de setembro.

## Preparações
Enquanto Nora permaneceu na costa do Pacífico do México, o Servicio Meteorológico Nacional (Serviço Nacional de Meteorologia) emitiu um alerta de furacão para a costa entre Lázaro Cárdenas, Michoacán e Puerto Vallarta, Jalisco, e vários portos importantes na costa fechada para navegação. À medida que a tempestade se afastava da costa continental e em direção à península da Baixa Califórnia, cerca de 500 as pessoas foram evacuadas de suas casas perto de Cabo San Lucas, Baja California Sur, e colocadas em abrigos para se prepararem para o impacto da tempestade. Ao mesmo tempo, em Sonora, outros 50 foram evacuados de um acampamento de pesca em Guaymas. Enquanto isso, o SMN emitiu alertas de tempestade tropical ao longo da costa da Baja California, bem como alertas e alertas de furacão em todo o Golfo da Califórnia entre Santa Rosalía, Baja California Sur e Bahía Kino, Sonora.
Em 24 de setembro, a governadora do Arizona, Jane Dee Hull, ativou um centro de resposta a emergências para preparar a resposta do estado às inundações repentinas que a tempestade causaria no solo seco do deserto, e os moradores de Yuma começaram a encher aproximadamente 55.000 sacos de areia para conter as possíveis inundações.. Hull também ativou a Guarda Nacional do estado e enviou água potável e geradores elétricos para Yuma. Mais para o interior, o Serviço Nacional de Meteorologia emitiu alertas de inundações repentinas para o oeste do Arizona, sudeste da Califórnia, sudoeste do Colorado, sul de Nevada e sul de Utah em 26 de setembro.

## Impacto
O furacão Nora causou duas mortes diretas no México e três ou quatro mortes indiretas nos Estados Unidos. Embora o custo total dos danos não seja conhecido, Nora causou até várias centenas de milhões de dólares em danos. O sistema também derrubou chuvas fortes nos Estados Unidos e no México, o que causou inundações e falta de energia.

### México

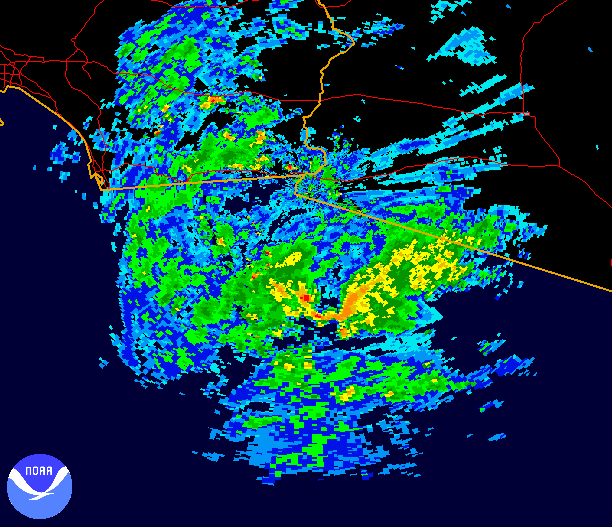
Furacão Nora sobre o norte do México visto no Radar em Yuma, Arizona.

Nora matou dois no México: uma eletrocussão por uma linha de energia derrubada em Mexicali, Baja California, e um mergulhador preso em fortes correntes subaquáticas criadas por Nora na costa do Vale de San Quintin.
Embora o centro de circulação de Nora tenha permanecido bem ao largo do sudoeste do México continental, a Associated Press informou que ondas de até 6.1 m (20 ft) atingiu aquele litoral, destruindo dezenas de casas. Os ventos de Nora também produziram mares agitados e ondas altas, o que causou uma erosão substancial nas praias, particularmente em torno de Acapulco, onde as praias de Pie de la Cuesta foram levadas. Nos estados de Guerrero e Jalisco, Nora derrubou árvores e lavou as fundações das casas, embora não tenham sido relatados feridos.
Chuvas fortes também caíram ao longo da periferia nordeste da tempestade, com as maiores quantidades de 532 mm (20.94 in) caindo em La Cruz/Elota e 426 mm (16.79 in) a ser medido em Ligui/Loreto. Cerca de 350-400 pessoas ficaram desabrigadas pelas enchentes na cidade de Arroyo de Santa Catarina, no norte da Baixa Califórnia. Danos pesados e inundações foram relatados em San Felipe, no noroeste do Golfo da Califórnia, bem como extensa erosão na praia. Estradas e rodovias locais foram destruídas e o cais da cidade foi severamente danificado. Na costa nordeste, em Puerto Peñasco, Nora derrubou árvores, outdoors, fios elétricos, lojas de tacos e arrancou chapas de casas. Ondas de 3.0 m (10 ft) foram relatados lá.

### Estados Unidos

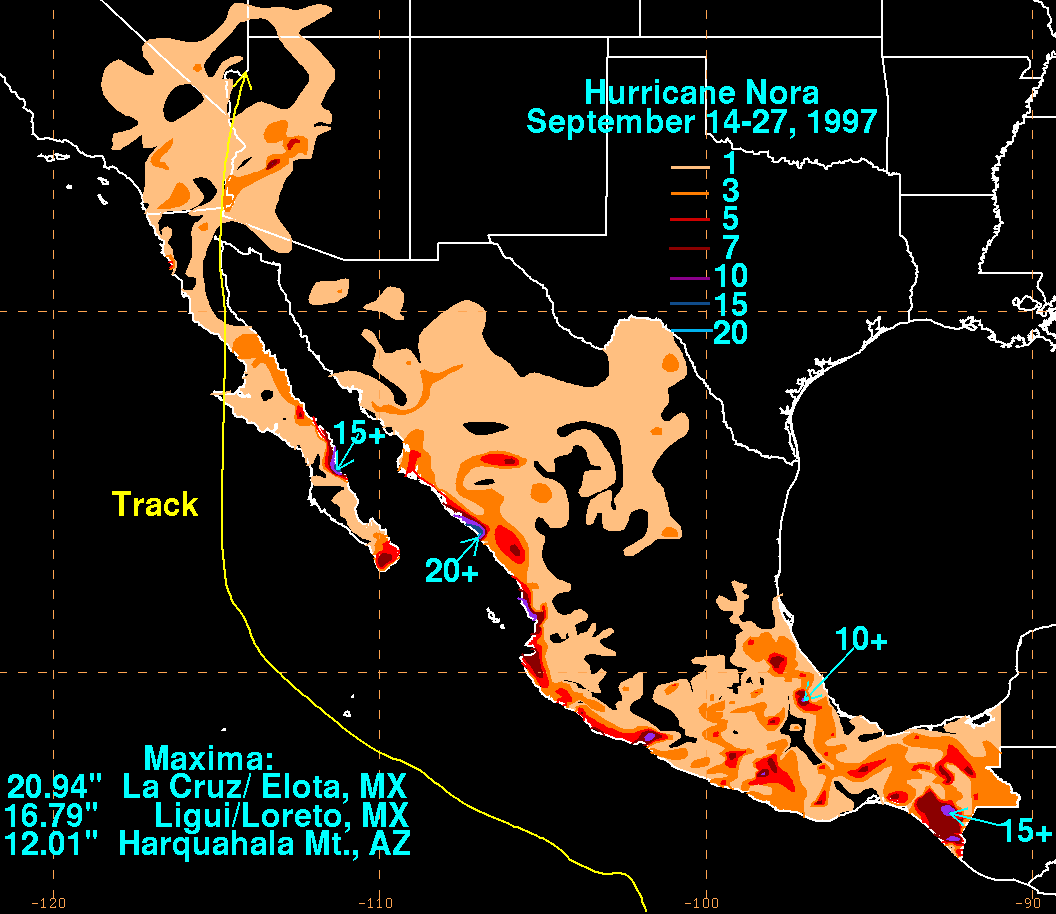
Nora Rainfall para o México e os Estados Unidos

Nos Estados Unidos, não houve mortes diretas atribuídas ao furacão. No entanto, a Patrulha Rodoviária da Califórnia atribuiu três ou quatro mortes no trânsito no sul da Califórnia ao clima.
Os totais de danos nos Estados Unidos não são totalmente conhecidos, embora os resumos da mídia de Nora incluíssem uma perda para a agricultura estimada preliminarmente em várias centenas de milhões de dólares, e pelo menos um estudo coloca o valor em US $ 150-200 milhões ( USD 1997). Estima-se que $ 30-40 milhões (1997 USD) em danos ocorridos em limoeiros. Embora Nora estivesse significativamente enfraquecida, ventos com força de furacão foram observados na Floresta Nacional de Dixie, no sudoeste de Utah, onde fortes rajadas cortaram as copas de grandes árvores.
O radar Yuma indicou uma pequena área de 250 mm (10 in) totais de precipitação ao longo da costa norte do Golfo da Califórnia da Baixa Califórnia. Nos Estados Unidos, a maior precipitação total foi registrada nas montanhas Harquahala, no Arizona, onde 304 mm (11.97 in) de chuva foram registrados como resultado de Nora, causando inundações repentinas no oeste do Arizona.
Perto de Phoenix, as chuvas da tempestade causaram o rompimento da barragem Narrows, uma pequena barragem de terra. Em outros locais no Arizona, Califórnia, Nevada e Utah, mais de 76 mm (3 in) caiu em algumas áreas localizadas, a precipitação em alguns lugares foi comparável a toda a precipitação média anual local. Inundações também foram relatadas em Somerton, San Diego, El Centro, Palm Springs e Indio, enquanto 12.000 as pessoas ficaram sem eletricidade em Yuma.